# キヲク座
キヲク座（きおくざ、英: Kiwokuza）は、日本のポップス・ロックバンド。2012年に童謡や唱歌を斬新な色付けで演奏するプロジェクトとして結成された。

## 来歴
2012年の結成当初は「街角に音楽を」「おかやま国際音楽祭」など各地の音楽祭で、主に歌とピアノによる演奏を行っていたが、2014年より打ち込みやバンド編成によるアレンジを加え、本格的な活動を開始。2015年に発売となるファースト・アルバム「色あはせ」では、ミキシング・エンジニアはジョン・マッケンタイアやノルウェーのGeorge Tanderø、マスタリングはオノセイゲン。「色あはせ」には、菊地成孔や堤幸彦らが大絶賛のコメントを寄せている。

2017年11月8日、セカンド・アルバム「遊山」のリリースに合わせて、一部店舗でしか販売されなかった「色あはせ」も改めてリリースされることとなった。
2018年2月14日、世界遺産の富岡製糸場で撮影された「北風小僧の寒太郎」ミュージックビデオが公開された。
2019年5月25日〜、NHK名曲アルバムにて「まどみちお メドレー」がオンエアされた。
2021年4月より12ヶ月連続で毎月1曲を発表する Songs of KOYOMI がスタート。

## メンバー
- 石山ゑり（いしやまえり）- ボーカル、プログラミング、編曲
- 五味俊也（ごみしゅんや）- ピアノ、ドラムス、パーカッション、編曲

サポートメンバー
- 厚海義朗（あつみよしろう）[ GUIRO / OishiiOishii / cero(サポート)]- ベース
- 亀坂英（かめさかすぐる）[ ツチヤニボンド ]　- ギター
- 庄子渉（しょうじわたる）- キーボード

旧サポートメンバー
- カツオユウスケ - ベース
- 坂高也（ばんたかや）- ギター

## ディスコグラフィー

### アルバム
| 1st          | 2015年12月12日 | 色あはせ       | ほたるこい/待ちぼうけ/さとうきび畑〜うみ/かごめかごめ/たきび/シャボン玉/あの町この町/こきりこ節/椰子の実/ロンドンデリーの歌/ |
| 2nd          | 2017年11月8日  | 遊山           | 線路は続くよどこまでも/最上川舟唄/あんたがたどこさ/鞠と殿さま/月ぬ美しゃ/赤とんぼ                                            |
| ミニアルバム |                |                | |
| 1st          | 2015年6月7日   | 小作品集（一） | たきび/七つの子 |

### 配信限定シングル
|                      | 発売日         | タイトル           | ゲストボーカル | ゲストミュージシャン                                                             |
| -------------------- | -------------- | ------------------ | -------------- | -------------------------------------------------------------------------------- |
| 1st                  | 2018年2月14日  | 北風小僧の寒太郎   |                |                                                                                  |
| 2nd                  | 2018年6月20日  | ひらいたひらいた   |                |                                                                                  |
| Songs of KOYOMI 4月  | 2021年3月31日  | 春が来た           | 小田朋美       | 亀坂英、杉浦秀明、厚海義朗                                                       |
| Songs of KOYOMI 5月  | 2021年4月21日  | 茶摘み             |                |                                                                                  |
| Songs of KOYOMI 6月  | 2021年6月2日   | かたつむり         |                | 古川麦、庄子渉、上村洋一                                                         |
| Songs of KOYOMI 7月  | 2021年6月30日  | 夏は来ぬ           |                | 吉田ヨウヘイ、岡田拓郎、佐藤望、厚海義朗、深海合唱団                             |
| Songs of KOYOMI 8月  | 2021年8月4日   | かもめの水兵さん   |                | 吉田ヨウヘイ、厚海義朗                                                           |
| Songs of KOYOMI 9月  | 2021年9月15日  | 竹田の子守唄       |                | 吉田ヨウヘイ、亀坂英、杉浦秀明、庄子渉、西村直樹、石川広行、大石俊太郎、今村岳志 |
| Songs of KOYOMI 10月 | 2021年10月20日 | ちいさい秋みつけた |                | 亀坂英、杉浦秀明、庄子渉、厚海義朗                                               |
| Songs of KOYOMI 11月 | 2021年11月17日 | もみじ             | 山崎ゆかり     | 別所和洋、岡田拓郎                                                               |
| Songs of KOYOMI 12月 | 2021年12月15日 | きよしこの夜       | 山崎ゆかり     | 古川麦、亀坂英、厚海義朗、深海合唱団                                             |
| Songs of KOYOMI 1月  | 2022年1月12日  | 故郷               |                | 古川麦、亀坂英、杉浦秀明、サカモトノボル、石川広行、大石俊太郎                   |

### アナログ盤
|         | 発売日                                  | タイトル   | 収録曲 |
| ------- | --------------------------------------- | ---------- | --- |
| LP      | 2018年4月21日（レコード・ストア・デイ） | 第一集     | A面：あんたがたどこさ/ほたるこい/線路は続くよどこまでも/ロンドンデリーの歌 B面：待ちぼうけ/最上川舟唄/あの町この町/かごめかごめ |
| 7インチ | 2018年4月21日（レコード・ストア・デイ） | こきりこ節 | A面：こきりこ節 B面：こきりこ節 - Dub version                                                                                   |

## ミュージックビデオ
- 2017年 - 「待ちぼうけ」「線路は続くよどこまでも」
- 2018年 - 「北風小僧の寒太郎」「ひらいたひらいた」
- 2021年 - 「竹田の子守唄」「きよしこの夜」

## 音楽祭・芸術祭への出演
- 2012年 - 「街角に音楽を」
- 2013年 - 「おかやま国際音楽祭」　ゲスト：山口とも
- 2014年 - 「仙川アートフェア」
- 2015年 - 「雨情音楽祭」
- 2017年 - 「六本木アートナイト」　にゅーKEN-KEN-PA!で六本木ジャック
- 2018年 - 「森と水辺のワンダーランド」